# Исмагилов, Рафаэль Ришатович
Рафаэль Ришатович Исмагилов (баш. Рафаэль Ришат улы Исмәғилев; тат. Рафаил Ришат улы Исмәгыйлев; род. 25 марта 1951) — учёный-агроном, доктор сельскохозяйственных наук (1992), профессор (1993), член-корреспондент АН РБ (1998), заслуженный деятель науки Республики Башкортостан (2000) и заслуженный работник высшей школы РФ (2010). Лауреат Государственной премии Республики Башкортостан в области науки и техники 2013 года.

## Биография
Рафаэль Ришатович Исмагилов родился 25 апреля 1951 года в с. Байгильдино Нуримановского района БАССР. Там окончил среднюю школу с серебряной медалью в 1968 году.
В 1973 году окончил Башкирский сельскохозяйственный институт по агрономическому факультету.
После окончания института работал начальником Нуримановской станции защиты растений (1973—1975); с 1978 года — в Башкирском сельскохозяйственном институте, с 1992 года — профессор Башкирского сельскохозяйственного института, заведующий кафедрой растениеводства (растениеводства, кормопроизводства и плодоовощеводства) БГАУ (1994—2013); заместитель директора по науке Башкирского НИИСХ (1998—1999).
Член-корреспондент АН РБ с 1998 года, кандидат сельскохозяйственных наук (1980, тема: «Формирование густоты продуктивного стеблестоя посевов озимых зерновых культур»), доктор сельскохозяйственных наук (1992, тема: «Оптимальные параметры и приемы формирования высокопродуктивных посевов короткостебельных сортов озимой ржи в условиях Среднего Предуралья»), профессор (1993), заслуженный деятель науки РБ (2000).

## Научная деятельность
Направление научных работ Исмагилова Р. Р.: технология производства продукции растениеводства, биология и экология озимых зерновых культур, адаптивное растениеводство.
Исмагилов Р. Р. разработал технологии выращивая зерновых, свеклы, сырья со свойствами, необходимыми в хлебопекарной промышленности, пивоварении, производстве лекарств и др. Был соавтором сортов яровой пшеницы Ватан и Салават Юлаев, кукурузы Шихан.
Подготовил 33 кандидатов наук и четырёх докторов наук.
Исмагилов Р. Р. — председатель Научного совета по растениеводству Академии наук РБ, член секции новых и нетрадиционных культур Российской сельскохозяйственной академии, Республиканской комиссии по внесению в Государственный реестр селекционных достижений, научно-издательского совета «Гилем», Координационного совета по определению приоритетных направлений развития аграрной науки в АПК Республики Башкортостан, редколлегии «Атлас Республики Башкортостан», Ученого совета Башкирского ГАУ, докторских диссертационных советов (г. Уфа, г. Казань), издательского совета журналов «Вестник Башкирского ГАУ», «Вестник Академии наук РБ», «Российский электронный научный журнал», «Аграрная тема».

### Труды
Является автором более 700 научных трудов.
- Основы адаптивно-ландшафтной системы земледелия. Уфа: Китап, 1999 (соавтор).
- Календула. Уфа: БГАУ, 2000 (соавтор).
- Качество и технология производства продовольственного зерна озимой ржи. М.: АгриПресс, 2001 (соавтор).
- Качество и технология производства хлебопекарного зерна пшеницы. Уфа: Гилем, 2005.
- Становление и развитие растениеводческой науки в Башкирском государственном аграрном университете (1931—2015 гг.). Уфа: БГАУ, 2015 (соавтор).
- Династия педагогов и учёных Исмагиловых. Уфа: Лето, 2020.

## Награды
Награждён почетными грамотами Министерства сельского хозяйства РФ, Министерства сельского хозяйства и продовольствия РБ (1997), Госкомитета по науке, высшему и среднему профессиональному образованию РБ (1999, 2001), Академии наук РБ и Правительства Удмуртской Республики, дипломами и медалями международных и российских выставок, удостоен премии Правительства РБ, почётными званиями «Заслуженный деятель науки РБ» и «Заслуженный работник высшей школы РФ».